# Zohrabbeyovs hus
Zohrabbeyovs hus är en byggnad i Azerbajdzjan tillhörande Abbasgulu bey Zohrabbeyov, en ättling till Zohrabbeyov, en av Shushas klaner. Huset är beläget på Odjaqqulu Musajevgatan i Sjusja och uppfördes under 1800-talet.

## Historia
Ägaren till huset är Abbasgulu bey Zohrabbeyov, född 1868 i Sjusja. Efter att ha fått sin grundutbildning för en mullah, fortsatte han sin utbildning på en madrasa. Bygget av huset inleddes av Abbasgulu beys far Mirza Akbar bey. Senare, efter Mirza Akbars död, slutförde Abbasgulu Bey bygget av huset. De stora och rymliga inglasade salongerna i trevåningshuset är dekorerade med antika målningar längs väggarna. Varje våning har en hall för 200–250 personer, en inglasad salong, sovrum, barnkammare, ångkök och toalett
Efter den sovjetiska ockupationen konfiskerades Abbasgulu Beys hus och han och hans familj flyttade till Baku. Senare förvandlades detta hus till ett fotogalleri.
Efter ockupationen av Sjusja av de armeniska väpnade styrkorna den 8 maj 1992, plundrades byggnaden och fönstren och målningarna som hade funnits i de inglasade salongerna försvann. Under den 28-åriga ockupationen förföll byggnaden på grund av vanvård.

## Bilder

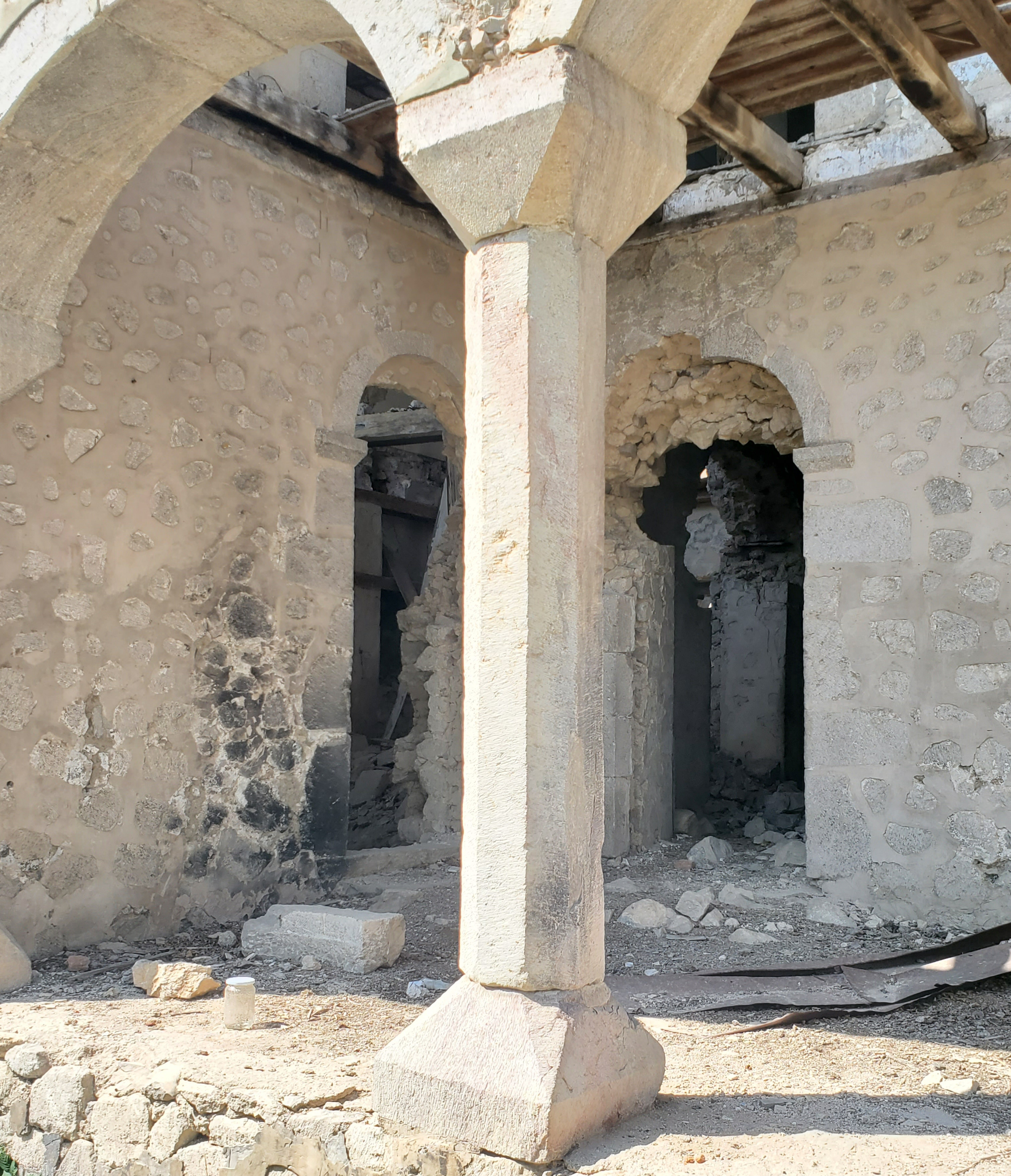
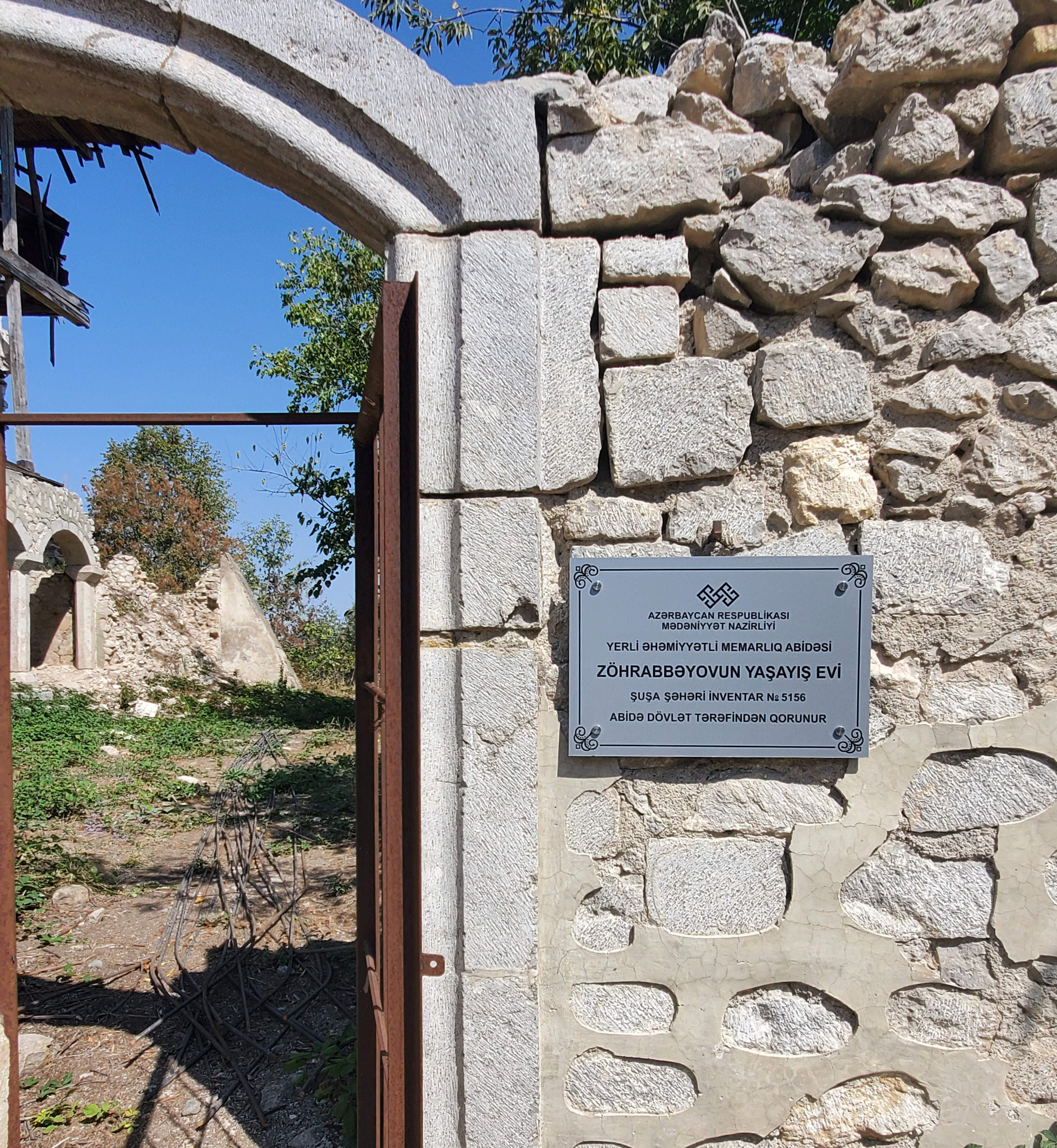
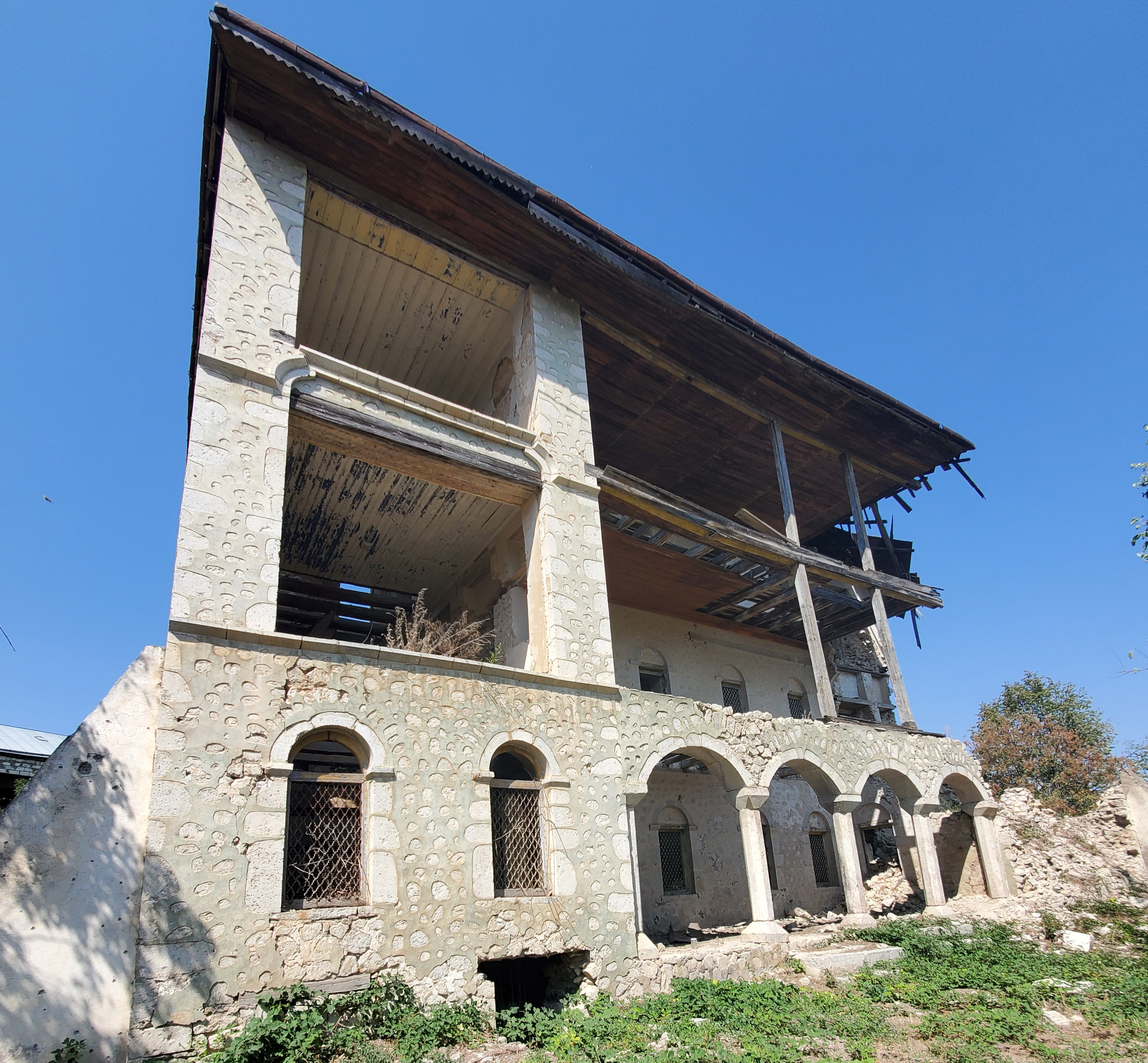
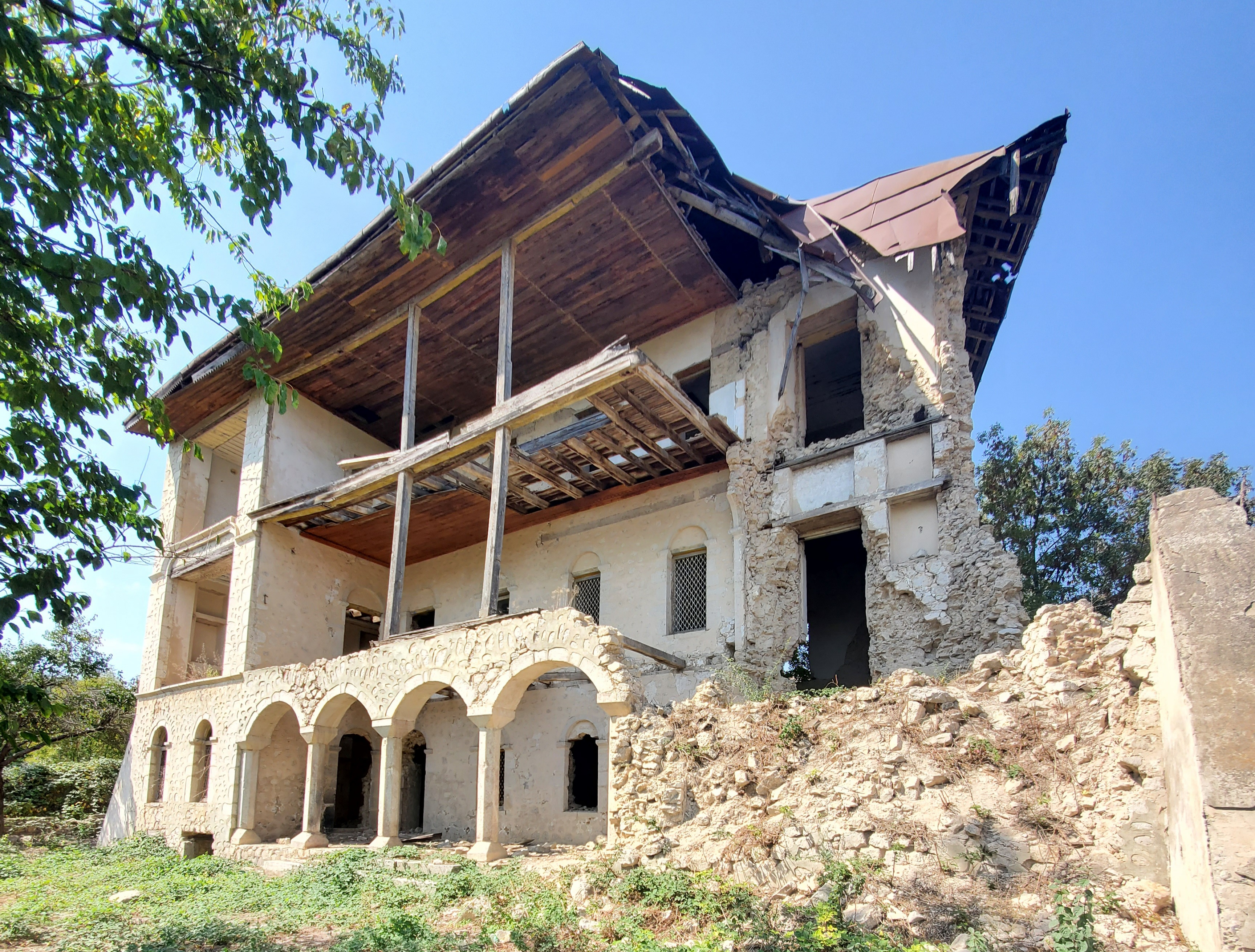
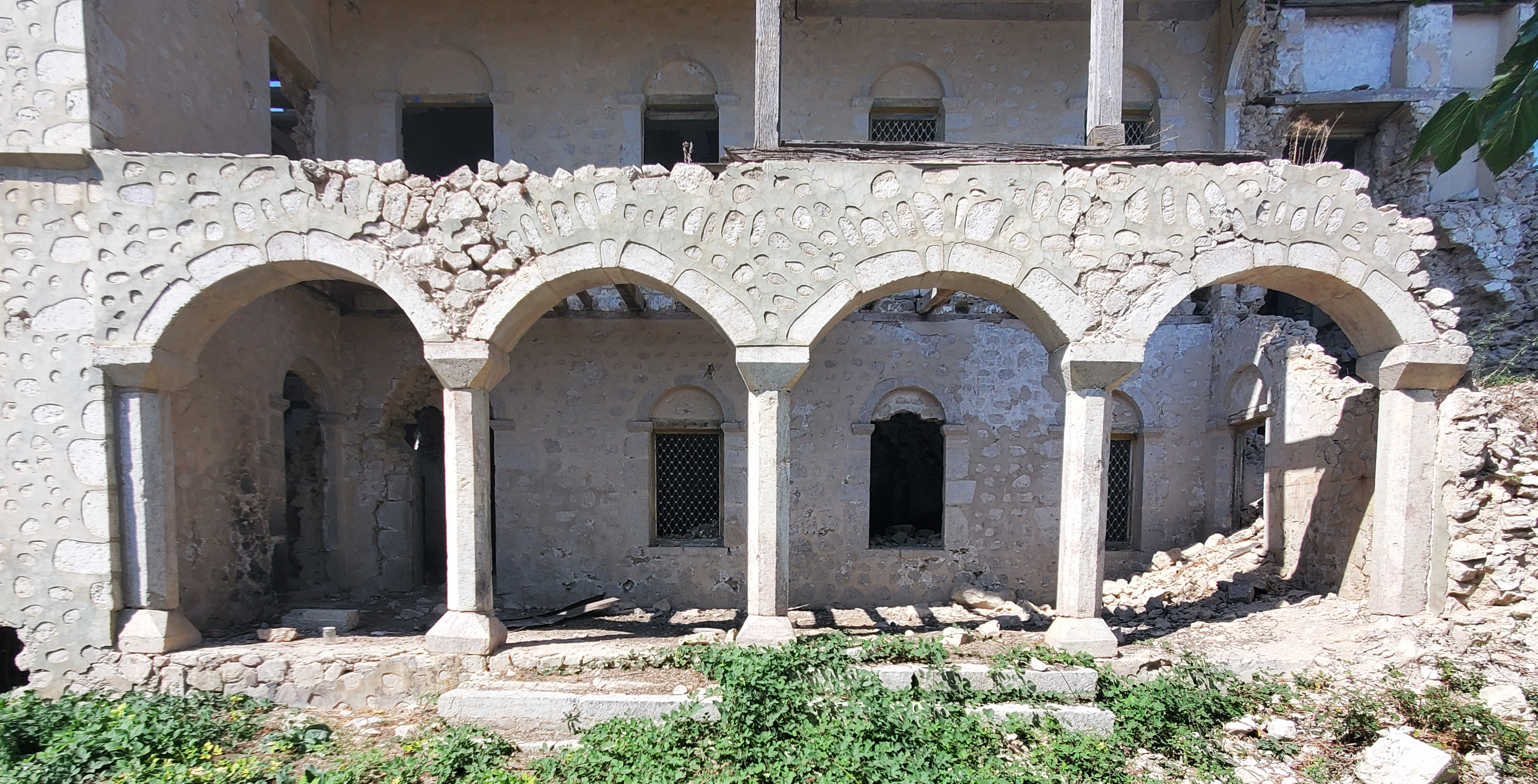